# 17201 Matjazhumar
17201 Matjazhumar è un asteroide della fascia principale. Scoperto nel 2000, presenta un'orbita caratterizzata da un semiasse maggiore pari a 3,0164862 UA e da un'eccentricità di 0,1420910, inclinata di 1,52871° rispetto all'eclittica.